# Traité de Fontainebleau (novembre 1807)
Pour les articles homonymes, voir Traité de Fontainebleau.
Le traité de Fontainebleau est un accord signé le 11 novembre 1807 à Fontainebleau entre l'Empire français et le royaume de Hollande. Il permet de céder la Flessingue par ce second au premier en échange d'une cessation de la Frise-Orientale.